# Dachritz

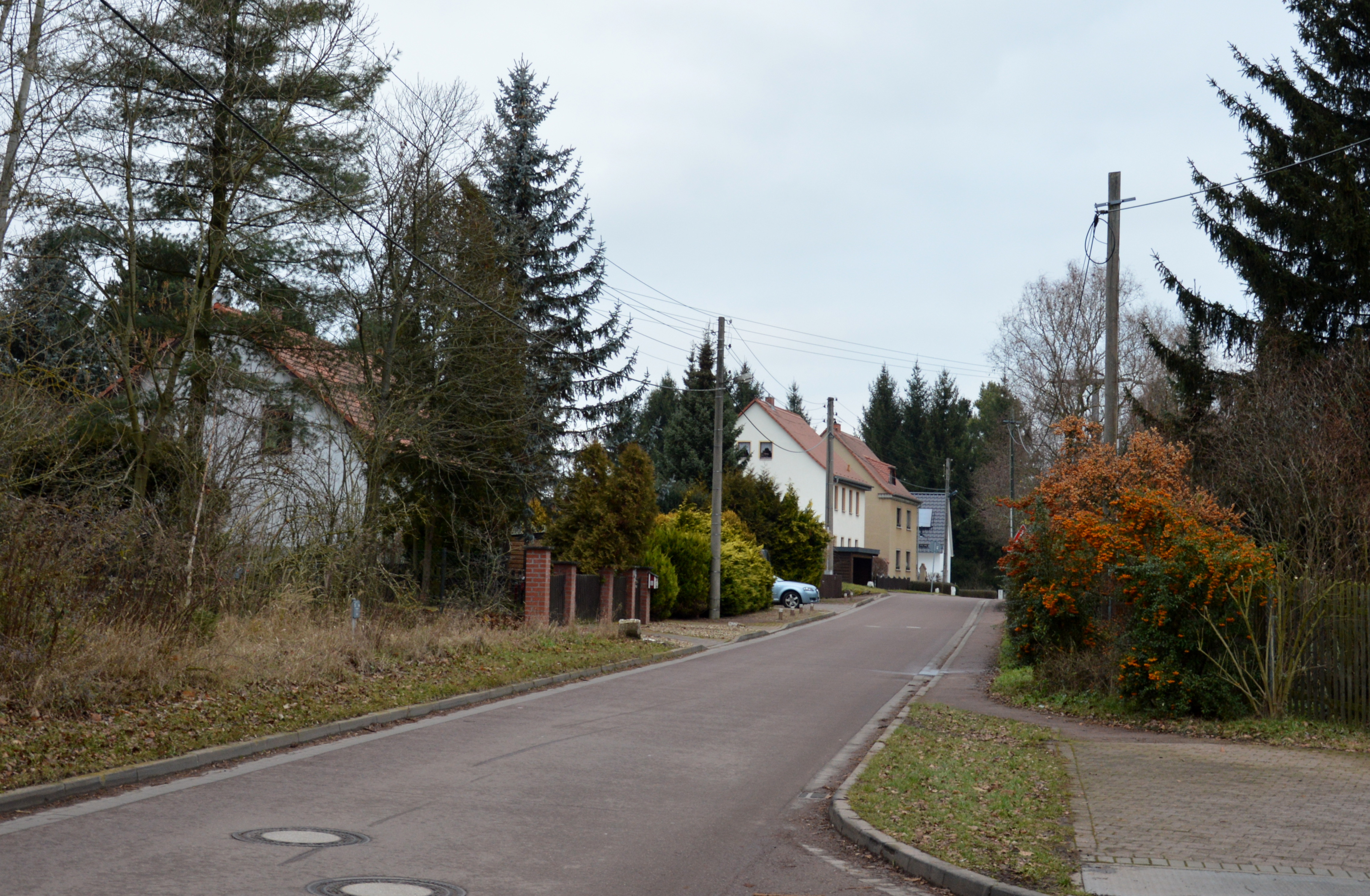
Teichaer Straße in Dachritz, Blick von Süden

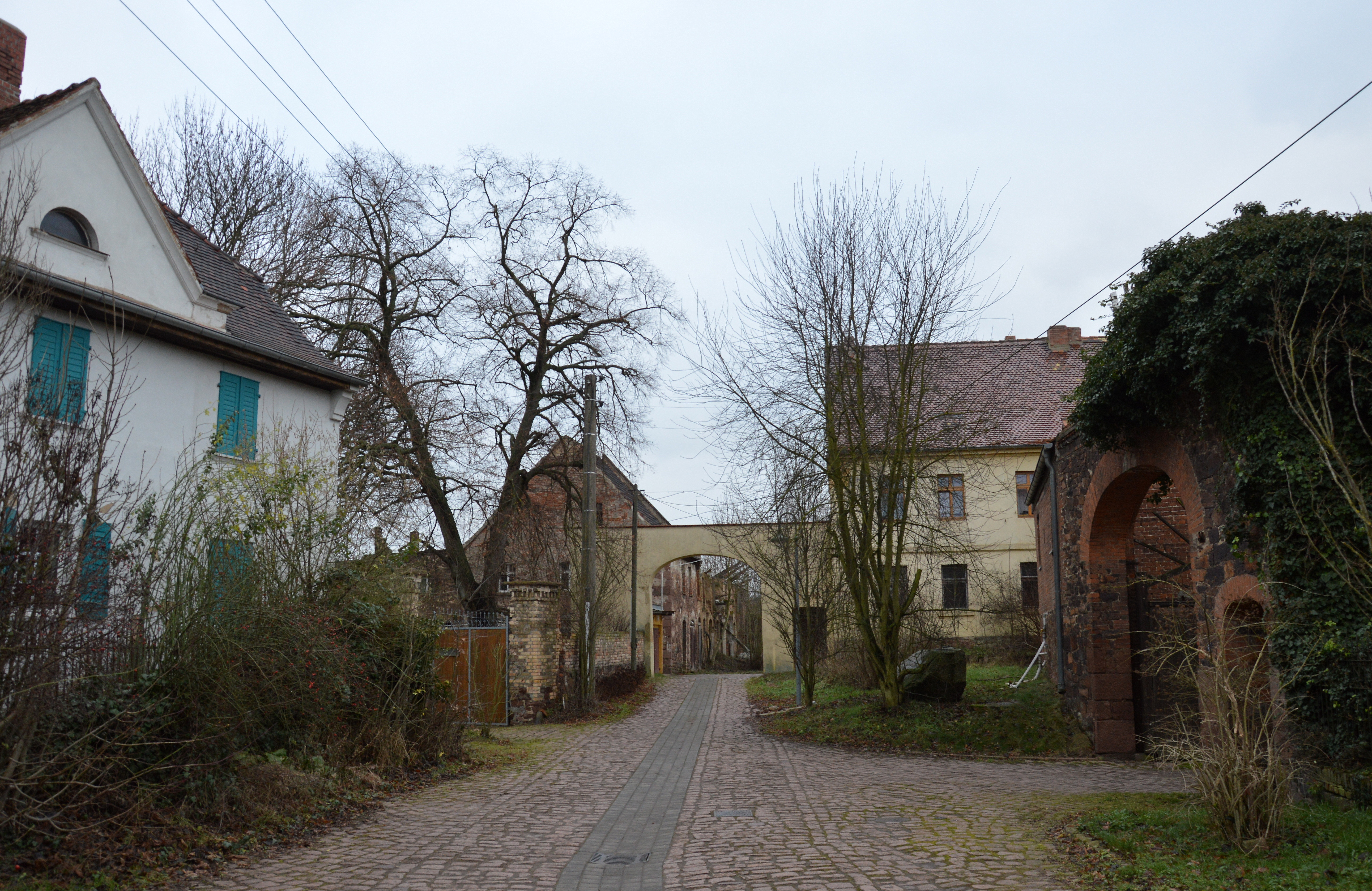
Straße Dachritz

Dachritz ist ein zur Ortschaft Wallwitz der Gemeinde Petersberg in Sachsen-Anhalt gehörendes Dorf.
Das Dorf liegt im Tal der Götsche, die durch die Ortslage fließt, südlich von Wallwitz. Unmittelbar nördlich grenzt das Dorf Merkewitz an. Südlich von Dachritz verläuft die Bundesautobahn 14.
Dachritz erstreckt sich im Wesentlichen entlang der von Norden nach Süden führenden Teichaer Straße die von Wallwitz kommend nach Süden nach Teicha verläuft. In der locker bebauten Ortslage zweigt nach Südosten die Sackgasse Dachritz ab, die mit mehreren um das Ende der Sackgasse gruppierten historischen Hofanlagen den eigentlichen Ortskern darstellt. Dieser Bereich ist als Dachritz 3, 5, 8 als Denkmalbereich ausgewiesen. Hier befindet sich auch das als Baudenkmal ausgewiesene Gehöft Pfeffer.